# 趙永清 (台灣政治人物)
趙永清（Eugene Jao Yung-ching，1957年11月9日—），中華民國政治人物，現任監察委員，曾任五屆立法委員，2002年轉入民主進步黨。趙永清熱心公益，參與多個民間社會福利團體及活動。

## 生平
趙永清出生於臺北縣（今新北市）雙和地區望族，父親趙長江、兄長江上清（從母姓）均曾為中國國民黨籍中央民代。

### 加入民進黨
趙永清原為中國國民黨立委，2000年因反核四並支持核四公投而於2001年被國民黨撤銷黨籍；之後在2002年加入民主進步黨，並擔任1年多的立院黨團總召集人。
2005年12月，民主進步黨主席蘇貞昌為對三合一選舉結果不理想表示負責而辭去黨主席時，趙永清原欲代理黨主席；但中常會有中常委表示趙入黨的黨齡淺，代理黨主席不適當；之後由副總統呂秀蓮代理。
2008年中華民國立法委員選舉中，趙永清參選台北縣第八選舉區（中和市漳和、圓通等區）立法委員，遇上中國國民黨提名的義姐夫張慶忠，兩家人在選舉互撕破臉，因而反目。趙永清指張慶忠不顧情面，將一心扶持張的父親趙長江打為牽涉林肯大郡事件；張慶忠反指趙長江在趙永清退出國民黨時，已不認他這個兒子；趙永清母親江真滿亦出面指責曾視為己出的張慶忠忘恩負義、不忠不孝。趙永清拿出聲明，強調他不開汽車旅館、不炒地皮、不買票及沒有承攬工程的「三不、一沒有」，並痛批張散發黑函，但最後趙永清仍是以近三萬票大比數於藍營票倉敗於張慶忠。
2012年中華民國立法委員選舉中再度代表民進黨參選，回鍋不分區，但最終依舊落敗。
2021年8月，監委趙永清被推舉成為新任國家人權委員會副主委。

### 反對蘇花高
2007年，趙永清與田秋堇、賴幸媛等時任立委，以及多位學者與時任綠黨中執委潘翰聲表示反對興建蘇花高。
2011年，趙永清與環保團體及多位學者連署要求停建蘇花高。

### 反對核能發電
2006年4月26日，呂秀蓮在民進黨中常會表示，核能發電是「綠色能源」，民進黨應思考全面檢討核能政策。當時兼任民進黨政策會執行長的趙永清當面反對，並表達對政院處理核四的不滿。呂秀蓮則表示，中研院院長李遠哲日前也曾表達支持核電，核能發電的危險性「已經可以控制」。
2020年7月27日，監察院針對中選會「核四啟封商轉發電」公投提案，時任監委趙永清批評，黃士修所提公投案是「亡國滅種」的提案，嚴重誤導民意，並指中選會未盡到把關之責。

## 選舉紀錄
| 年度 | 選舉屆數           | 選舉區                                 | 所屬政黨   | 得票數    | 得票率 | 當選標記 | 備註 |
| ---- | ------------------ | -------------------------------------- | ---------- | --------- | ------ | -------- | ---- |
| 1992 | 第二屆立法委員選舉 | 台北縣選舉區                           | 中國國民黨 | 40,427    | 2.91%  |          |      |
| 1995 | 第三屆立法委員選舉 | 台北縣選舉區                           | 中國國民黨 | 54,330    | 3.84%  |          |      |
| 1998 | 第四屆立法委員選舉 | 台北縣第三選舉區                       | 中國國民黨 | 50,711    | 10.8%  |          |      |
| 2001 | 第五屆立法委員選舉 | 台北縣第三選舉區                       | 無黨籍     | 36,774    | 6.26%  |          |      |
| 2004 | 第六屆立法委員選舉 | 台北縣第三選舉區                       | 民主進步黨 | 47,618    | 8.96%  |          |      |
| 2008 | 第七屆立法委員選舉 | 台北縣第八選舉區                       | 民主進步黨 | 63,123    | 39.66% |          |      |
| 2012 | 第八屆立法委員選舉 | 全國不分區及僑居國外國民立法委員選舉區 | 民主進步黨 | 4,556,424 | 34.61% |          |      |

## 外部連結
- 立法院趙永清委員簡介 （页面存档备份，存于）
- 核四問題（大紀元） （页面存档备份，存于）
- 月用電量逾110度 每度漲2角（自由時報） （页面存档备份，存于）
- 監察院>監察委員>趙永清 委員 （页面存档备份，存于）